# Liste des sites classés et inscrits de la Nièvre
La liste des sites classés et inscris de la Nièvre présente les 24 sites classés et les 39 sites inscrits localisés dans le département de la Nièvre, en France.

## Superficie
La Nièvre compte 24 sites classés sur une superficie de 5 618 hectares et 39 sites inscrits sur une superficie de 3 351 hectares. Comparée aux autres départements de la Bourgogne, elle est positionnée troisième en nombre de sites, après la Côte d'Or et la Saône-et-Loire et avant l'Yonne, ainsi que troisième en superficie de sites classés et de loin quatrième en superficie des sites inscrits.
Sur les 24 sites classés, 2 présentent une superficie supérieure à 1 000 hectares, 5 entre 100 et 1 000 hectares, 9 entre 1 et 100 hectares et 8 en dessous d'1 hectare.

## Liste des sites naturels classés
| Commune                                                      | Site                                        | Sites associés Autres labels                   | Date | Superficie (ha) | Illustration                                                    |
| ------------------------------------------------------------ | ------------------------------------------- | ---------------------------------------------- | ---- | --------------- | --------------------------------------------------------------- |
| Balleray                                                     | Place de l'église                           | Église Saint-Blaise Classé MH                  | 1936 | ponctuel        |                                                                 |
| Beaumont-la-Ferrière                                         | Jardin d'Achille Millien                    | Maison d'Achille Millien Inscrit MH            | 1928 | ponctuel        | Façade la maison d'Achille Millien.                             |
| Bona                                                         | Tilleul                                     |                                                | 1938 | ponctuel        |                                                                 |
| Bouhy                                                        | Tilleul de l'église                         | Église Saint-Pèlerin Inscrit MH                | 1935 | ponctuel        |                                                                 |
| Challuy, Gimouille, Marzy, Nevers, Saincaize-Meauce          | Bec d'Allier                                | Natura 2000                                    | 2004 | 3 938           |                                                                 |
| Chevroches                                                   | Ancien méandre de l'Yonne                   |                                                | 1994 | 131             |                                                                 |
| Decize                                                       | Promenade des Halles                        |                                                | 1932 | 5               |                                                                 |
| Gâcogne                                                      | Orme « Vieux Sully » et place de Gâcogne    |                                                | 1935 | ponctuel        |                                                                 |
| Gien-sur-Cure, Montsauche-les-Settons, Moux-en-Morvan        | Lac réservoir des Settons                   |                                                | 1937 | 406             |                                                                 |
| Glux-en-Glenne, Larochemillay, Saint-Léger-sous-Beuvray (71) | Mont Beuvray                                | Oppidum de Bibracte                            | 1990 | 1 479           |                                                                 |
| Glux-en-Glenne, Villapourçon, Saint-Prix (71)                | Site du Mont Prénelay et sources de l'Yonne |                                                | 2000 | 890             |                                                                 |
| Gouloux                                                      | Saut de Gouloux                             |                                                | 1982 | 54              |                                                                 |
| Guérigny                                                     | Promenade des Allées                        |                                                | 1928 | 3               |                                                                 |
| Jailly                                                       | Tilleul de l'église                         | Église Saint-Sylvestre                         | 1936 | ponctuel        |                                                                 |
| Lavault-de-Frétoy                                            | Éperon barré du « Fou de Verdun »           |                                                | 1933 | 52              |                                                                 |
| Lormes                                                       | Sites des gorges de Narvau                  |                                                | 1999 | 171             |                                                                 |
| Metz-le-Comte                                                | Sommet de la colline de Metz-le-Comte       |                                                | 1943 | ponctuel        |                                                                 |
| Montenoison                                                  | Butte de Montenoison                        | Château des comtes de Nevers Église Notre-Dame | 1937 | 1               | Les ruines du château des comtes de Nevers, situé sur la butte. |
| Moulins-Engilbert                                            | Prieuré de Commagny et abords               | Inscrit et classé MH                           | 1939 | 3               |                                                                 |
| Neuffontaines                                                | Mont Bion et Mont Sabot                     | Chapelle Saint-Pierre-aux-Liens                | 1986 | 101             | Le mont Sabot et la chapelle sur son sommet.                    |
| Nevers                                                       | Parc de la Préfecture                       |                                                | 1954 | 2               |                                                                 |
| Nevers                                                       | Parc Roger-Salengro                         | Recensé à l'Inventaire                         | 1935 | 8               |                                                                 |
| Sainte-Colombe-des-Bois                                      | Tilleul et place de Sainte-Colombe          | Église Sainte-Colombe                          | 1936 | ponctuel        |                                                                 |
| Surgy                                                        | Rochers de Basseville                       |                                                |      | 7               | L'Yonne en crue près des rochers de Basseville.                 |

## Liste des sites inscrits
| Commune                                | Site                                             | Sites associés Autres labels | Date | Superficie (ha) | Illustration                      |
| -------------------------------------- | ------------------------------------------------ | --- | ---- | --------------- | --------------------------------- |
| Arthel                                 | Village d'Arthel                                 | Église Saint-Laurent, Château d'Arthel | 1981 | 421             |                                   |
| Bazoches, Saint-Aubin-des-Chaumes      | Site de Bazoches Saint-Aubin-des-Chaumes         | | 1986 | 1 710           |                                   |
| Château-Chinon (Campagne)              | Rocher « Maison du loup »                        | | 1951 | ponctuel        |                                   |
| Chaumot, Pazy                          | Canal du Nivernais, hameau de La Chaise          | Château de la Chaise | 1943 | 8               |                                   |
| Chevroches                             | Village de Chevroches et vallée de l'Yonne       | Église Saint-Amateur | 1994 | 195             |                                   |
| Clamecy                                | Site urbain de Clamecy                           | | 1972 | 7               |                                   |
| Clamecy                                | Perthuis de Clamecy                              | | 1943 | 40              |                                   |
| Clamecy                                | « Crot de Pinçon »                               | | 1938 | 2               |                                   |
| Clamecy                                | « Croix de Pataut »                              | | 1938 | ponctuel        |                                   |
| Clamecy                                | « Croix des Michelins »                          | | 1938 | ponctuel        |                                   |
| Corancy                                | Chapelle de Faubouloin                           | Inscrit MH | 1943 | ponctuel        |                                   |
| Corbigny                               | Centre ancien                                    | | 1976 | 19              |                                   |
| Decize                                 | Centre ancien                                    | Église Saint-Aré | 1977 | 42              |                                   |
| Donzy                                  | Village de Donzy                                 | Église Notre-Dame-du-Pré, église Saint-Caradeuc, église Saint-Martin-du-Pré, maison 11, place du Vieux-marché, moulin de Maupertuis, abbaye de l’Épeau | 1976 | 8               |                                   |
| Glux-en-Glenne, Larochemillay          | Mont Beuvray, parcelles inscrites                | Oppidum de Bibracte | 1970 | 2               |                                   |
| La Charité-sur-Loire                   | Saulaie de l'île du Faubourg                     | | 1948 | ponctuel        |                                   |
| La Charité-sur-Loire                   | Centre ancien                                    | | 1969 | 27              |                                   |
| La Collancelle, Sardy-lès-Épiry        | Échelle d'écluses du canal du Nivernais          | | 1945 | 103             |                                   |
| Larochemillay                          | Château et parc de Larochemillay                 | Château de La Roche | 1970 | 19              |                                   |
| Lys                                    | Village de Lys                                   | Église Saint-Martin, château | 1982 | 38              |                                   |
| Marigny-l'Église                       | Vallée de la Cure, rive gauche                   | | 1943 | 41              |                                   |
| Metz-le-Comte                          | Colline de Metz-le-Comte                         | Église Notre-Dame-de-l'Assomption | 1943 | 4               |                                   |
| Moulins-Engilbert                      | Abords du prieuré de Commagny                    | Château · Inscrit et classé MH | 1939 | ponctuel        |                                   |
| Moulins-Engilbert                      | Site urbain de Moulins-Engilbert                 | | 1974 | 7               |                                   |
| Moux-en-Morvan, Montsauche-les-Settons | Rive Est du lac des Settons                      | | 1944 | 64              |                                   |
| Nevers                                 | Promenades rive gauche de la Loire               | | 1941 | 2               |                                   |
| Nevers                                 | Tour Saint-Trohé cours de la Nièvre et abords    | Inscrit MH | 1942 | ponctuel        |                                   |
| Nevers                                 | Bosquet du « Petit Versailles »                  | | 1945 | ponctuel        |                                   |
| Nevers                                 | Centre ancien                                    | | 1973 | 57              |                                   |
| Oudan                                  | Village d'Oudan                                  | Église Saint-Germain | 1982 | 403             | Village d'Oudan.                  |
| Pougues-les-Eaux                       | Allée de Bellevue                                | | 1972 | ponctuel        |                                   |
| Pougues-les-Eaux                       | Établissement thermal                            | | 1973 | 8               |                                   |
| Saint-Amand-en-Puisaye                 | Village de Saint-Amand-en-Puisaye                | Église Saint-Amand | 1986 | 89              |                                   |
| Saint-André-en-Morvan                  | Village et moulin                                | Église Saint-André | 1943 | 24              |                                   |
| Saint-André-en-Morvan                  | Versant de la Cure                               | | 1943 | 3               | Pont en pierre enjambant la Cure. |
| Saint-Honoré-les-Bains                 | Bois « Les Garennes »                            | | 1942 | 4               |                                   |
| Varzy                                  | Mail des « Grandes Promenades »                  | | 1943 | ponctuel        |                                   |
| Varzy                                  | Quartier « Vieux lavoirs église Sainte-Eugénie » | Vieux lavoir, Église Sainte-Eugénie | 1973 | ponctuel        |                                   |
| Villapourçon                           | Rocher « La Pierre aigüe »                       | | 1951 | 3               |                                   |

## Sources
- « Sites classés et sites inscrits », sur Préfecture de la Nièvre, 16 février 2015
- « Présentation des sites classés de la région », sur Portail internet DREAL Bourgogne-Franche-Comté